# Iljoesjin Il-76

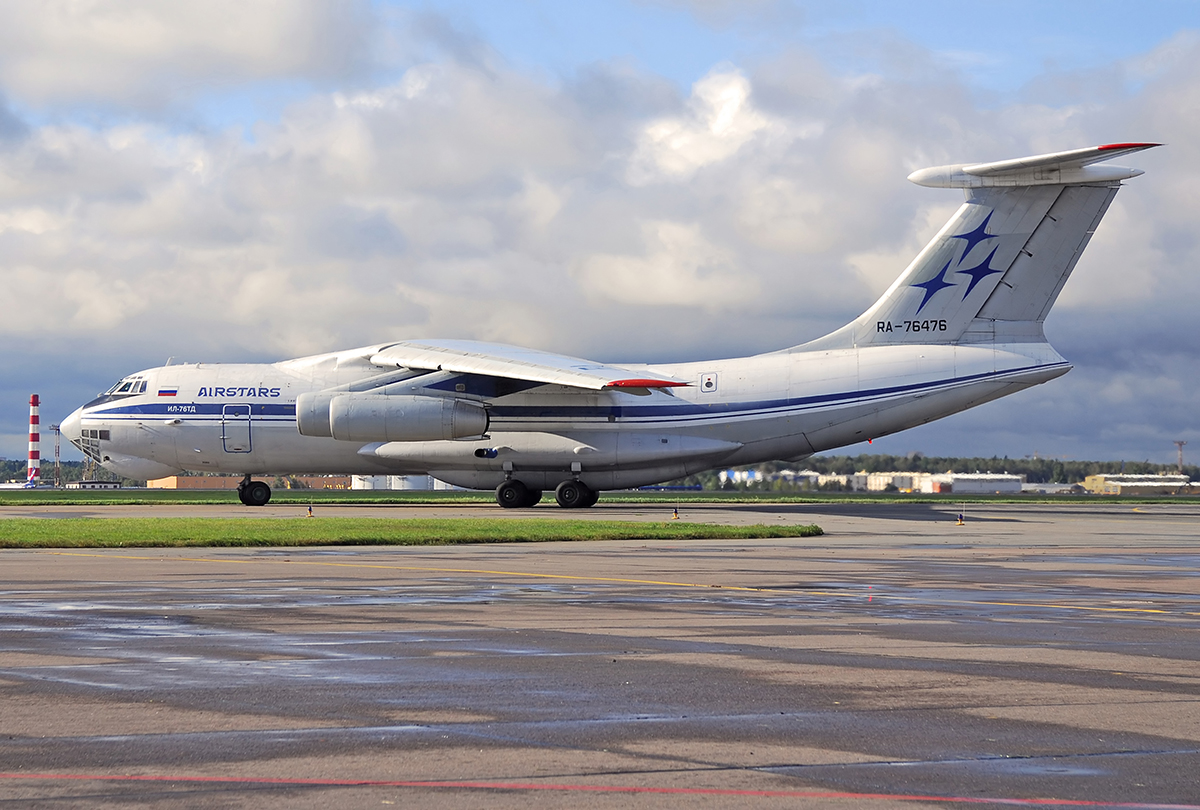
Een Iljoesjin Il-76 van Airstars op de Luchthaven Sjeremetjevo.

De Iljoesjin Il-76 (Russisch: Ильюшин Ил-76) (NAVO-codenaam: Candid) is een (Sovjet)Russisch strategisch transporttoestel. Het toestel wordt in grote aantallen gebruikt in Azië, Afrika en Oost-Europa. Het toestel werd in 1967 ontworpen na een opdracht van de regering van de Sovjet-Unie om een toestel te ontwerpen dat 40.000 kg over een afstand van 5000 km moest kunnen vervoeren binnen 6 uur. Daarnaast moest het toestel ook kunnen opereren op onverharde landingsbanen en bestand zijn tegen extreme weersomstandigheden zoals die in Siberië voorkomen.
De Il-76 lijkt wel wat op de Amerikaanse Lockheed C-141 Starlifter, maar de Il-76 heeft meer laadvermogen en sterkere motoren. De eerste vlucht vond plaats in 1971 in Tasjkent, bij de TAPOiCh-vliegtuigfabriek waar het toestel tot 2012 werd geproduceerd. Sinds 2012 zijn de verbeterde versies van dit toestel gebouwd door de Verenigde Vliegtuigbouwcorporatie (Russisch: OAK).

## Geschiedenis
De Iljoesjin Il-76 werd in 1967 ontworpen door het Iljoesjinontwerpbureau om te voldoen aan een opdracht van de overheid van de Sovjet-Unie voor een middelzwaar transportvliegtuig voor de lange afstand. Zoals het geval was bij vrijwel alle Sovjettransportvliegtuigen, werd dit toestel gebouwd volgens de eisen van de VTA (Voenno-Transportnaya Aviatsya), het Transport Commando van de Luchtmacht van de Sovjet-Unie. Het toestel had een draagvermogen van ongeveer 40 ton, dezelfde klasse als de Amerikaanse C-141 Starlifter. Het was ook duidelijk aan de vormen te zien dat de Starlifter model had gestaan tijdens de ontwerpfase.
Op 25 maart 1971 maakte het toestel vanaf de Iljoesjinfabriek op het vliegveld Chodinka, vlak bij Moskou, zijn eerste vlucht. Nadat er drie preproductievliegtuigen gebouwd waren op Chodinka, werd de productie overgeheveld naar de staatsvliegtuigfabriek no. 86 op het vliegveld Chkalowa nabij de Oezbeekse hoofdstad Tasjkent. In 1971 werd het tweede prototype in Aeroflotkleuren naar de Paris Air Show gestuurd waar het toestel haar westerse debuut maakte. De westerse wereld was onder de indruk van de mogelijkheden van het vliegtuig en de NAVO gaf het toestel de codenaam 'Candid'.
De Iljoesjin Il-76 was speciaal ontworpen voor ruwe landingsbanen. Het toestel had aan een niet geasfalteerde landingsbaan van 1829 meter voldoende, terwijl de grond maar 6 kg/m2 druk hoefde te kunnen weerstaan om het toestel te kunnen dragen. Verder was het toestel zeer zelfvoorzienend door de interne laadkraan en startgeneratoren. Zoals bij elk Sovjettoestel waren zelfs bij de civiele toestellen duidelijk militaire onderdelen te zien. Toestellen van de eerdere Il-76M-productieseries vliegen rond met een (lege) geschutskoepel in de staart, en de observatiekoepel met weer- en grondradar in de neus van alle toestellen maakte verkenning ook goed mogelijk. De radio’s waren geschikt voor zowel civiele als militaire frequenties. Ook was de laadruimte aangepast aan afmetingen van militaire voertuigen van het Sovjetleger. In geval van oorlog werd de staatsluchtvaartmaatschappij namelijk gewoon ingelijfd bij de strijdkrachten. De directeur van Aeroflot was een luchtmachtgeneraal, terwijl alle piloten reservisten van de luchtmacht waren.
Uit de Iljoesjin Il-76 zijn hierna vele versies ontwikkeld. Andere toestellen werden door het staatsluchtvaartinstituut op vliegveld Sjeremetjevo bij Moskou gebruikt voor het testen van onder andere nieuwe motoren. Andere toestellen zijn, als experiment, omgebouwd tot vliegende militaire commandopost, maar uiteindelijk zijn deze toestellen opgeslagen, nadat de Iljoesjin Il-86 beter geschikt gebleken was. Dit toestel stond toen bekend als Il-82 ‘Madcap’. Veel van deze voor tests omgebouwde toestellen staan nog steeds in opslag op het immense voormalige testterrein op het Moskouse vliegveld Sjeremetjevo.
In totaal werden er gedurende 30 jaar 928 vliegtuigen gebouwd, namelijk 860 standaard Il-76's, 45 Il-78-tankerversies en 23 toestellen die aan staatsvliegtuigfabriek no. 83 op het vliegveld van Taganrog geleverd werden voor conversie naar de A-50-radarvliegtuigvariant. In 1994 werd de productie een jaar stilgelegd vanwege geldgebrek. In 1999 werd de productie weer stilgelegd, wachtend op de start van de serieproductie van de gemoderniseerde Il-76MF en -TF. Dit is een 6,6 meter langere versie van de originele Il-76 uitgerust met nieuwere motoren en elektronica die voor het eerst vloog op 10 augustus 1995. Het enige prototype is op dit moment nog steeds bezig met acceptatietests en het project wordt geplaagd door geldgebrek. Tien toestellen staan op dit moment op de productielijn, waarvan vijf toestellen (drie Il-76TF's en twee Il-76MF's) alleen nog motoren nodig hebben.

### In Sovjetdienst

In de luchtmacht van de Sovjet-Unie werd het toestel vooral ingezet als strategisch transportvliegtuig en als transportvliegtuig voor de luchtlandingstroepen. Hiermee volgde het vliegtuig de Antonov An-12 ‘Cub’ op. Het toestel werd operationeel veel ingezet door de luchtmacht van de Sovjet-Unie. In 1976 maakte het toestel haar operationele debuut door Cubaanse versterkingen en materieel van Cuba en de Sovjet-Unie naar Angola te vliegen. Ook ondersteunde het Sovjet Transportcommando VTA de uiteindelijke terugtrekking van de Cubanen in 1989. In 1978 kwamen Il-76's ook in actie tijdens de Sovjet-steun aan Ethiopië dat oorlog voerde met Somalië. Een jaar later vlogen Il-76's luchtlandingstroepen naar Afghanistan tijdens de Sovjetinterventie in dat land. Tussen 1979 en 1989, toen de Sovjet strijdkrachten zich uiteindelijk terugtrokken, vlogen Il-76's een luchtbrug naar het land met versterkingen, voorraden en troepen. Tijdens de terugtrekking waren Il-76's ook zeer actief.
Als laatste wapenfeiten van het vliegtuig werden Il-76's ingezet tijdens de eerste en tweede oorlogen in Tsjetsjenië van 1994 en 1996 en werden door de voormalige Sovjetrepublieken Il-76's ingezet tijdens diverse kleinere en grotere grensconflicten, zoals in Azerbeidzjan. Tijdens vrijwel alle acties werden civiele en militaire toestellen door elkaar gebruikt, wat de verwevenheid tussen beide onderdelen weer onderstreepte. Na de val van de Berlijnse Muur en het uiteenvallen van de Sovjet-Unie in 1991 en 1992 kreeg het toestel bekendheid door haar betrokkenheid bij de terugtrekking van de Sovjettroepen uit Polen en de voormalige Duitse Democratische Republiek.
De Il-76 werd ook ingezet als tankvliegtuig en als vliegend radarstation, als de Il-78 en de Il-76/A50. De Il78 ‘Midas’-tanker kan drie vliegtuigen gelijktijdig bijtanken in de lucht vanuit haar eigen brandstofvoorraad. Indien nodig kunnen in het vrachtruim nog extra brandstoftanks geplaatst worden, maar normaal is het vrachtruim nog beschikbaar voor vracht. De Il-76/A50 ‘Mainstay’ was de Sovjet-tegenhanger van de NAVO Boeing E-3 AWACS-vliegtuigen. Tijdens de laatste jaren van de Koude Oorlog was dit toestel een bedreiging voor NAVO-gevechtsvliegtuigen, maar het feit dat er maar 23 van gebouwd zijn, maakte het toestel onderbezet. Nu staan de meeste toestellen in opslag vanwege geldgebrek.
Na het uiteenvallen van de Sovjet-Unie zijn veel Il-76's terechtgekomen bij de luchtmachten van de diverse nieuwe republieken. Zo heeft de luchtmacht van Oekraïne een vloot van enige tientallen vliegtuigen. Veel andere militaire vliegtuigen zijn verdwenen in de civiele wereld. Zo heeft de Oekraïense maatschappij Busol Airlines enkele Il78-tankvliegtuigen in dienst, waarvan de tankinstallaties verwijderd zijn zodat ze weer als gewone transportvliegtuigen rondvliegen. De Iljoesjin Il-76 heeft een beperkt militair exportsucces gehad. De grootste buitenlandse klant was de Indiase luchtmacht die sinds de jaren tachtig enige tientallen Il-76's in dienst heeft. Sinds de val van de Berlijnse Muur hebben de luchtmachten van Algerije en Iran ook enige exemplaren in dienst.

### Succes in de civiele sector
De Sovjet staatsluchtvaartmaatschappij Aeroflot ontving in 1975 haar eerste vliegtuigen, nadat de eerste bestelling voor de luchtmacht van de Sovjet-Unie geleverd was. Deze toestellen werden vooral intern gebruikt in Siberië en in de olierijke Kaukasus, in het zuiden van de Sovjet-Unie als ondersteuning van de olie-industrie. Hier kwamen de kwaliteiten van dit toestel als een robuust transportvliegtuig aan het licht. Het vliegtuig werd een van de meest in gebruik zijnde transportvliegtuigen in de Russische luchtvaartwereld. Enkele andere landen, zoals Syrië, Irak en Cuba plaatsten orders voor Il-76's voor hun nationale luchtvaartmaatschappijen. Libië bestelde in de jaren tachtig ook enkele toestellen, die zowel militair als civiel werden ingezet. Zeker drie van deze toestellen werden vernietigd of beschadigd tijdens de Amerikaanse aanvallen op Libië in april 1986 (Operatie El Dorado Canyon).
Na de val van de Berlijnse muur en het uiteenvallen van de Sovjet-Unie waren de eerste toestellen op Europese vliegvelden te zien, meestal gecharterd door westerse vrachtvervoerders. Dit kwam vooral omdat het toestel, vergeleken met westerse toestellen in dezelfde klasse, voor veel minder geld te huur was. Bovendien had het vliegtuig qua laadvermogen en laadgemak geen echte concurrenten in de westerse wereld. In het Westen waren alleen militaire vrachtvliegtuigen, zoals de C141 Starlifter en de Lockheed C-5 Galaxy, in staat de prestaties van het toestel te evenaren. Het huren van deze toestellen was echter vrijwel onmogelijk. Het toestel was relatief bekend in het Westen en de piloten waren goed opgeleid voor vliegen in het westerse luchtruim.
De eerste charters werden georganiseerd om door het Westen ingezamelde hulpgoederen naar diverse voormalige Sovjetlanden te brengen. Ook werd intensief van het toestel gebruikgemaakt voor het invliegen van hulpgoederen naar het door oorlog verscheurde Bosnië. De Verenigde Naties charterden in 1991 en 1992 diverse toestellen voor de luchtbrug naar Sarajevo. Dit ging door tot 1995, hoewel in later jaren militaire vliegtuigen van de westerse luchtmachten de overhand hadden. Deze waren uitgerust met verdedigingsapparatuur tegen luchtdoelraketten die soms op de langzame transportvliegtuigen werden afgeschoten. Geen Il-76 werd daarbij neergehaald. Het enige ongeval was een Il-76 van de Wit-Russische maatschappij Belair, de EW-76836, die op 31 december 1994 van de baan raakte na een klapband. Het toestel kwam in het gras terecht met een ingeklapt neuswiel. Hier moest het blijven staan tot na 1996, het einde van de oorlog, toen het geborgen kon worden.
In de inmiddels voormalige Sovjet-Unie ontstond intussen een vergaande versnippering van de voormalige Aeroflottoestellen, toen elke nieuwe staat vliegtuigen opnam, opeiste of gewoon inpikte uit de failliete Sovjetboedel. Tegelijkertijd kwamen tientallen (zo niet honderdtallen) kleine vrachtmaatschappijtjes op die probeerde in te spelen op de trend om in en voor het Westen te vliegen. Ook kregen meer buitenlandse maatschappijen de beschikking over dit toestel. Iran ontving verschillende toestellen, terwijl zowel Heavylift Airlines en Air Foyle, beide speciale vrachtchartermaatschappijen uit het Verenigd Koninkrijk, contracten onderhielden met Russische Il-76-maatschappijen en zelfs enkele toestellen in hun kleuren lieten spuiten. Toch bleven deze toestellen hun originele registraties behouden.
Inmiddels is de chaos die ontstond na het uiteenvallen van de Sovjet-Unie grotendeels verdwenen en zijn de meeste van die kleine maatschappijtjes ook weer verdwenen of opgeslokt door de grotere maatschappijen. Geluidsoverlast en ongevallen hebben de voormalige Sovjetvliegtuigen inmiddels een slechtere naam bezorgd. Slecht onderhoud en chronisch geldgebrek noodzaken veel maatschappijen in de voormalige Sovjet-Unie hun toestellen aan de grond te houden. Bewoners van westerse vliegvelden klagen over het lawaai dat de overgebleven vliegtuigen maken. Hierdoor is de taak van vooral de Il-76 afgenomen en gedeeltelijk overgenomen door andere toestellen zoals de nog grotere Antonov An-124, het op een na grootste commerciële transportvliegtuig ter wereld. Er zijn wel enige projecten opgestart om de Il-76 te moderniseren, maar door bureaucratie en chronisch geldgebrek zijn deze projecten of nooit van de tekentafel afgekomen of blijven steken bij het prototypestadium. Er zijn nog slechts enkele Europese vliegvelden waar Il-76's welkom zijn.

## Varianten

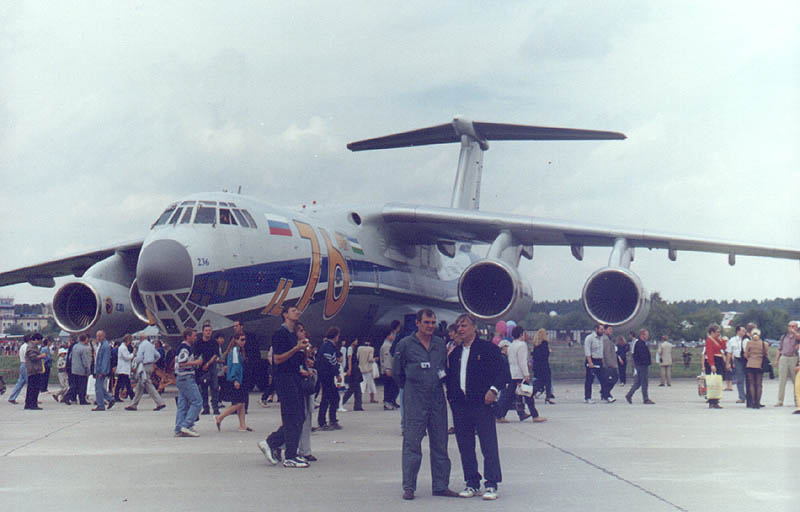
De nieuwste variant van de Il-76, de Il-76MF

Van de Il-76 zijn in de loop der jaren verschillende varianten verschenen. De grootste modificaties zijn toegepast op de IL-78 Midas-tanker en de A-50 Mainstay AWACS.
Het toestel werd ook aangepast om te worden gebruikt als blusvliegtuig. Deze versie wordt zelfs door de Verenigde Staten gebruikt om bosbranden in Californië te bestrijden. Dit omdat het toestel driemaal zoveel water kan vervoeren als de Lockheed C-130 Hercules.
Hieronder volgt een lijst van vrijwel alle voorkomende varianten. Er zijn ook enkele toestellen eenmalig omgebouwd, deze zijn niet opgenomen in de lijst. Het betrof meestal tijdelijke modificaties of experimenten.
- Il-76 – originele versie van de Il-76
- Il-76T – civiele versie van de Il-76; verschil zit vooral in het navigatiesysteem
- Il-76M – militaire versie van de Il-76; eerdere versies hebben een (lege) geschutskoepel in de staart
- Il-76TD – langeafstandversie van de Il-76T-variant
- Il-76MD – langeafstandversie van de Il-76M-variant
- Il-76/A50 (NAVO-codenaam: Mainstay) AEW-variant (Airborne Early Warning), een vliegend radarstation met een radar op de rug en commandoapparatuur in de romp
- Il-82 (Il-76VPK) Airborne Command Post variant dat beschikt van verschillende externe modificaties om antennes te behuizen.
- Il-76MDK – kosmonautentrainer voor het ruimtevaartprogramma (zerogravitytrainer)
- Il-78 (NAVO-codenaam: Midas) – tankversie voor het bijtanken in de lucht van gevechtsvliegtuigen
- Il-76FF – blusvliegtuigversie (prototype gezien op Paris Air Show 1993)
- Il-76MF – gemoderniseerde militaire versie van de Il-76
- Il-76TF – gemoderniseerde civiele versie van de Il-76

## Trivia
- De Il-76 was het toestel waarmee de eerste noodhulp van Rusland aan de Verenigde Staten ooit werd vervoerd. Dit naar aanleiding van orkaan Katrina en de gevolgen daarvan. Op 8 september 2005 landde een toestel van de Russische luchtmacht in Little Rock. Op 14 september volgde nog een tweede lading met hulpgoederen.
- Op 24 januari 2024 stortte een Il-76 neer ten noordoosten van de Russische stad Belgorod.[2] Iedereen aan boord kwam om het leven. Volgens Russische bronnen zaten in het toestel 65 Oekraïense krijgsgevangen, zes bemanningsleden en drie begeleiders.